# Cranaë kuekenthali
Cranaë kuekenthali är en insektsart som först beskrevs av Brunner von Wattenwyl 1898.  Cranaë kuekenthali ingår i släktet Cranaë och familjen gräshoppor.

## Underarter
Arten delas in i följande underarter:
- C. k. annulata
- C. k. kuekenthali